# 플라잉바브
플라잉바브(Esomus danrica)는 잉어목 잉어과의 물고기이다. 몸길이는 10cm로서 소형어류에 속한다.

## 특징과 먹이
플라잉바브는 잉어과에서 아름다운 흰색의 계열인 상아색의 밝은색으로 치장한 모습이 예쁜 물고기이다. 잉어과에 속하는 물고기답게 입에는 두쌍의 수염도 가지고 있다. 가슴지느러미가 매우 발달해 있으며 이로 인해 수면에서 높이 뛰어 오르는 것이 가능한 물고기이다. 지느러미의 색은 매우 밝고 투명한 색을 가지고 있으며 배지르러미는 두개이고 몸의 측면에 검은 옆줄도 나있다. 산란기가 가까워지면 수컷의 몸 뒤쪽에 붉은색을 띄게 된다. 먹이는 수생 곤충과 수생 식물을 먹는 잡식성 어류이며 관상어로 기를 때는 사료도 잘먹는다.

## 서식지와 산란기
플라잉바브의 주요한 서식국가로는 인도, 스리랑카, 미얀마가 있으며 강의 물살이 세지 않은 중류부근에 주로 서식한다. 산란기는 6월에서 8월인 여름이며 암컷이 알을 낳으면 수컷은 수정을 한다. 수마트라 바브와 대체적으로 비슷한 산란습성을 가지며 플라잉바브가 살아가는 데에 있어 적정수온은 22°~28°이다.

## 관상어로서 주의사항
플라잉바브는 관상어로도 키울 수가 있는 물고기이다. 관상어로 키울 때는 밝은색의 아름다움을 가지고 있으며 튼튼하여 기르기도 쉽고 누구나 쉽게 기를 수가 있으며 성질이 매우 온화하여 카라신이나 구피와 같은 소형어류와도 충분히 합사가 가능하다. 다만 플라잉바브는 이름에 걸맞게 가슴지느러미가 발달하여 튀어오르는 습성을 가지고 있기 때문에 어항엔 반드시 덮개가 필요하며 뚜껑이 있어야 처음에는 튀어오르지만 나중엔 머리에 부딪치지를 않기위해 점프를 안하므로 반드시 어항엔 뚜껑이나 덮개를 씌워야 한다. 또한 적정수온인 22°~28°의 온도는 반드시 맞춰줘야 한다.

## 각
1. ↑  (영어) Froese, Rainer, and Daniel Pauly, eds. (2012년). 어류 정보 사이트 피시베이스(FishBase)의 Esomus danrica. 2012년 5월판.